# USS Samuel B. Roberts (DE-413)
USS Samuel B. Roberts (DE-413) là một tàu hộ tống khu trục lớp John C. Butler của Hải quân Hoa Kỳ trong Chiến tranh Thế giới thứ hai. Con tàu được đặt theo tên của hạ sĩ quan Samuel B. Roberts (1921-1942), người được truy tặng Huân chương Chữ thập Hải quân vì sự dũng cảm quên mình trong một trận đánh ở Guadalcanal.
Samuel B. Roberts bị đánh chìm vào ngày 25 tháng 10 năm 1944 trong trận hải chiến ngoài khơi Samar, sau khi cùng một lực lượng tàu chiến nhỏ của Hải quân Hoa Kỳ ngăn chặn thành công một hạm đội hùng mạnh của Nhật Bản có ý định tiến vào vịnh Leyte của Philippines để tấn công hạm đội đổ bộ của quân đội Đồng Minh. Con tàu thuộc biên chế  Đơn vị Đặc nhiệm 77.4.3, hay "Taffy 3", một nhóm tác chiến chỉ có tàu khu trục, tàu hộ tống khu trục và tàu sân bay hộ tống. "Taffy 3" đã vô tình bị bỏ lại và phải chống trả trước hạm đội hùng mạnh của Phó Đô đốc Kurita Takeo ở ngoài khơi đảo Samar, trong Hải chiến Vịnh Leyte vào tháng 10 năm 1944. Samuel B. Roberts đã kiên cường chiến đấu, ghi nhận bắn trúng một quả ngư lôi và nhiều phát đạn vào các tàu chiến Nhật Bản trước khi bị bắn chìm. Sau trận đánh, Samuel B. Roberts được biết đến là "tàu hộ tống khu trục chiến đấu như một thiết giáp hạm." Vào tháng 6 năm 2022, Samuel B. Roberts trở thành xác tàu đắm sâu nhất từng được phát hiện.

## Thiết kế

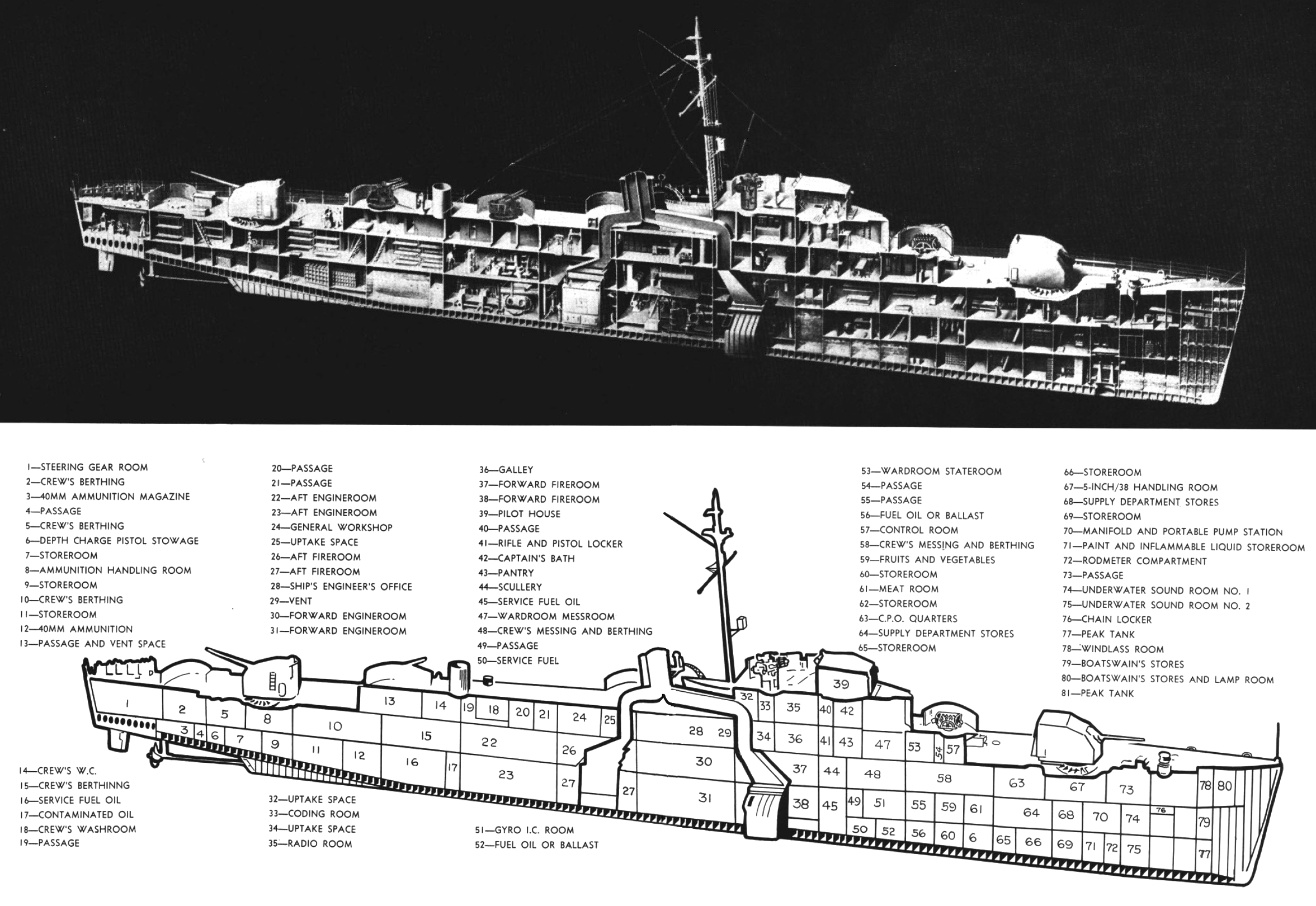
Sơ đồ cấu trúc tiêu biểu của các lớp tàu hộ tống khu trục Rudderow và John C. Butler.

## Lịch sử hoạt động

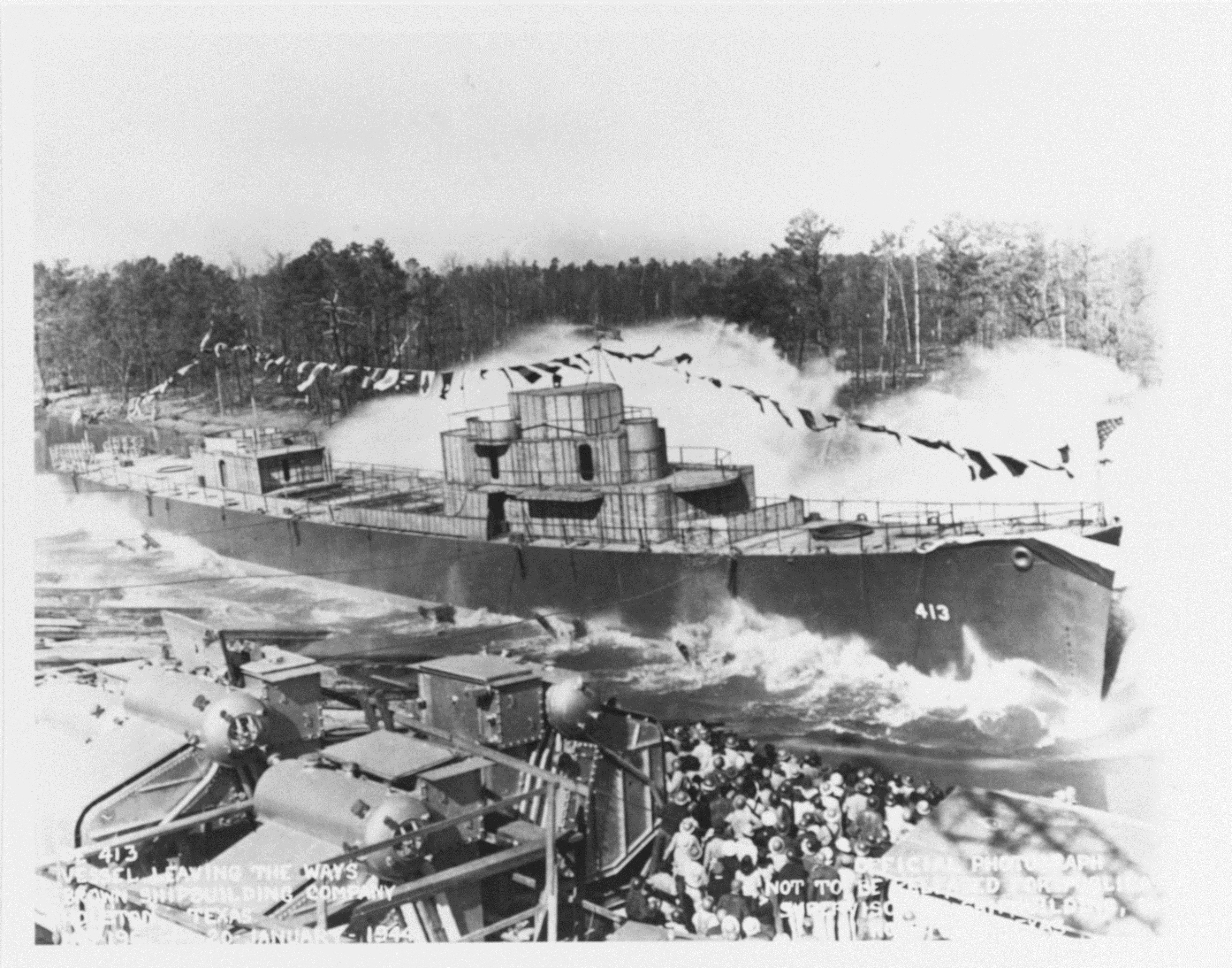
Samuel B. Roberts trong buổi lễ hạ thủy ở Công ty Đóng tàu Brown, ngày 20 tháng 1 năm 1944.

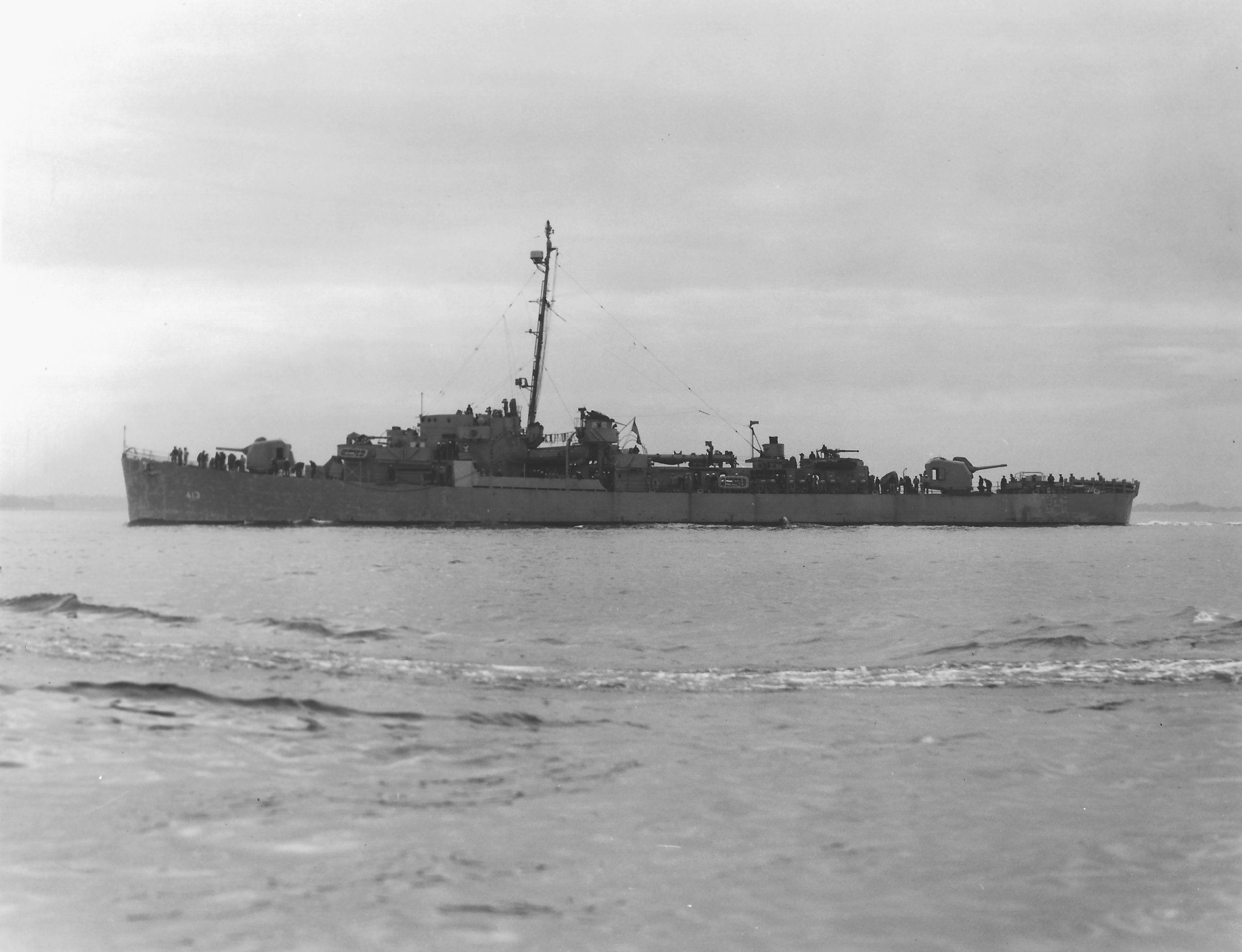
Samuel B. Roberts đang neo đậu ngoài khơi Boston, Massachusetts, tháng 6 năm 1944.

### Hải chiến ngoài khơi Samar

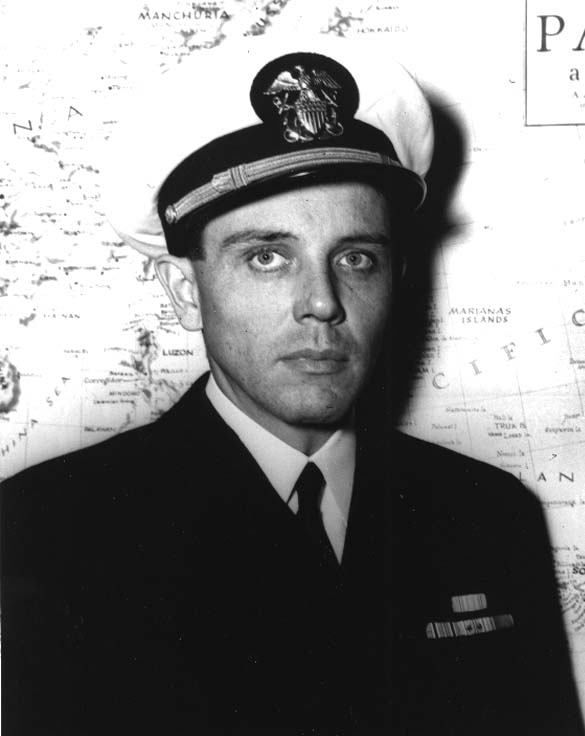
Thiếu tá Robert W. Copeland, thuyền trưởng của Samuel B. Roberts

## Phần thưởng và vinh danh

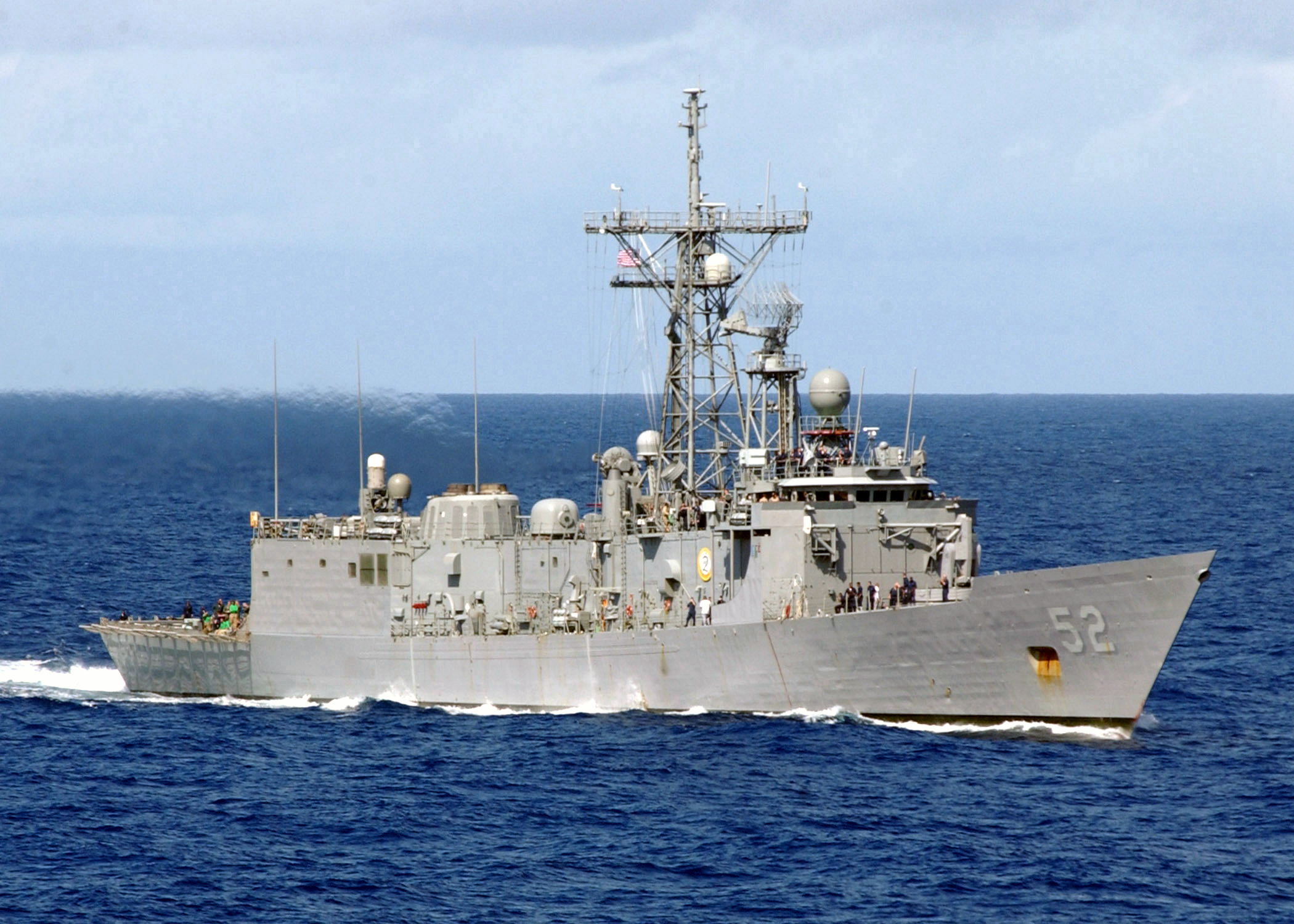
USS Carr, tàu frigate mang tên lửa lớp Oliver Hazard Perry được đặt theo tên của Hạ sĩ Paul H. Carr.

## Phát hiện

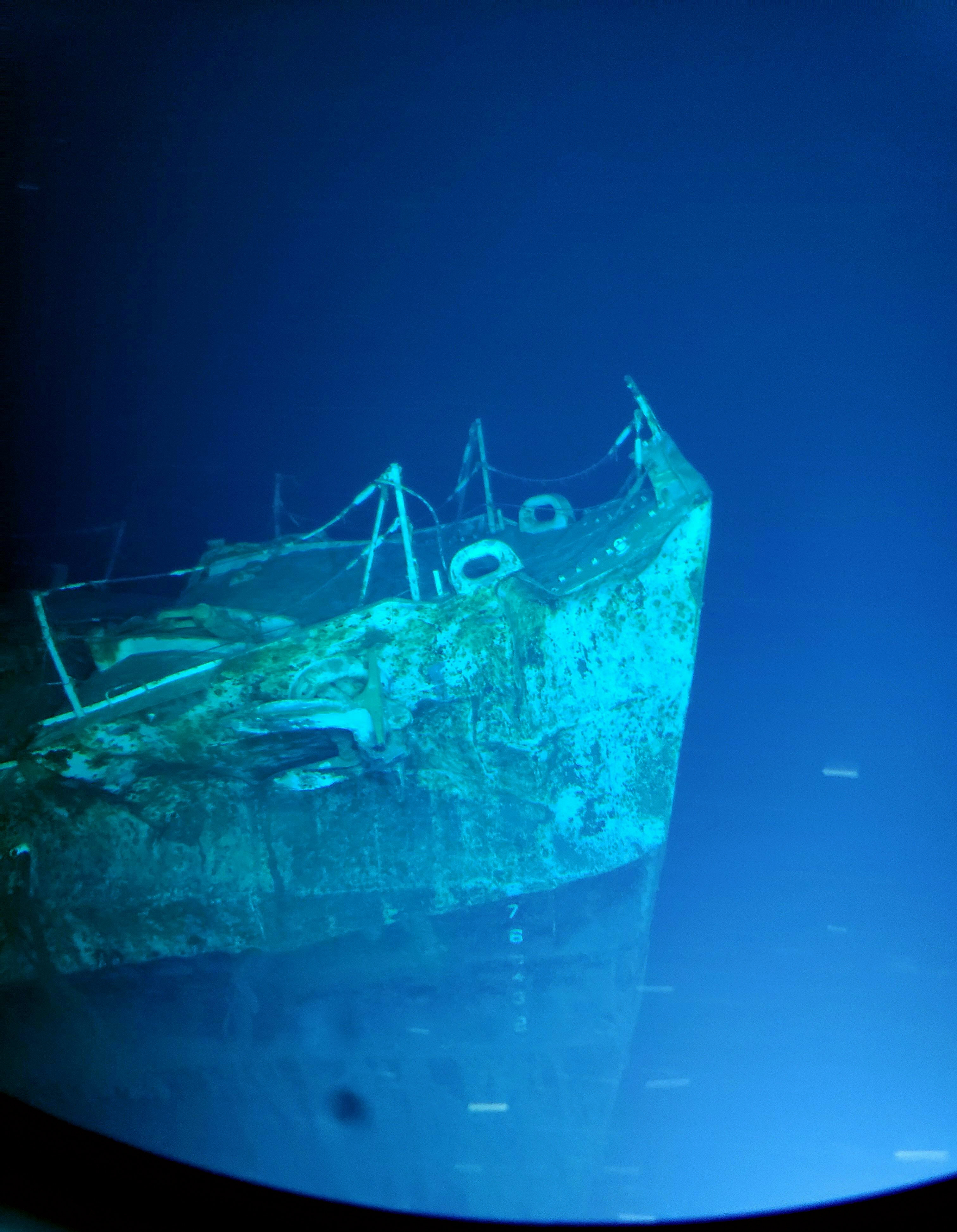
Phần mũi tàu của Samuel B. Roberts.
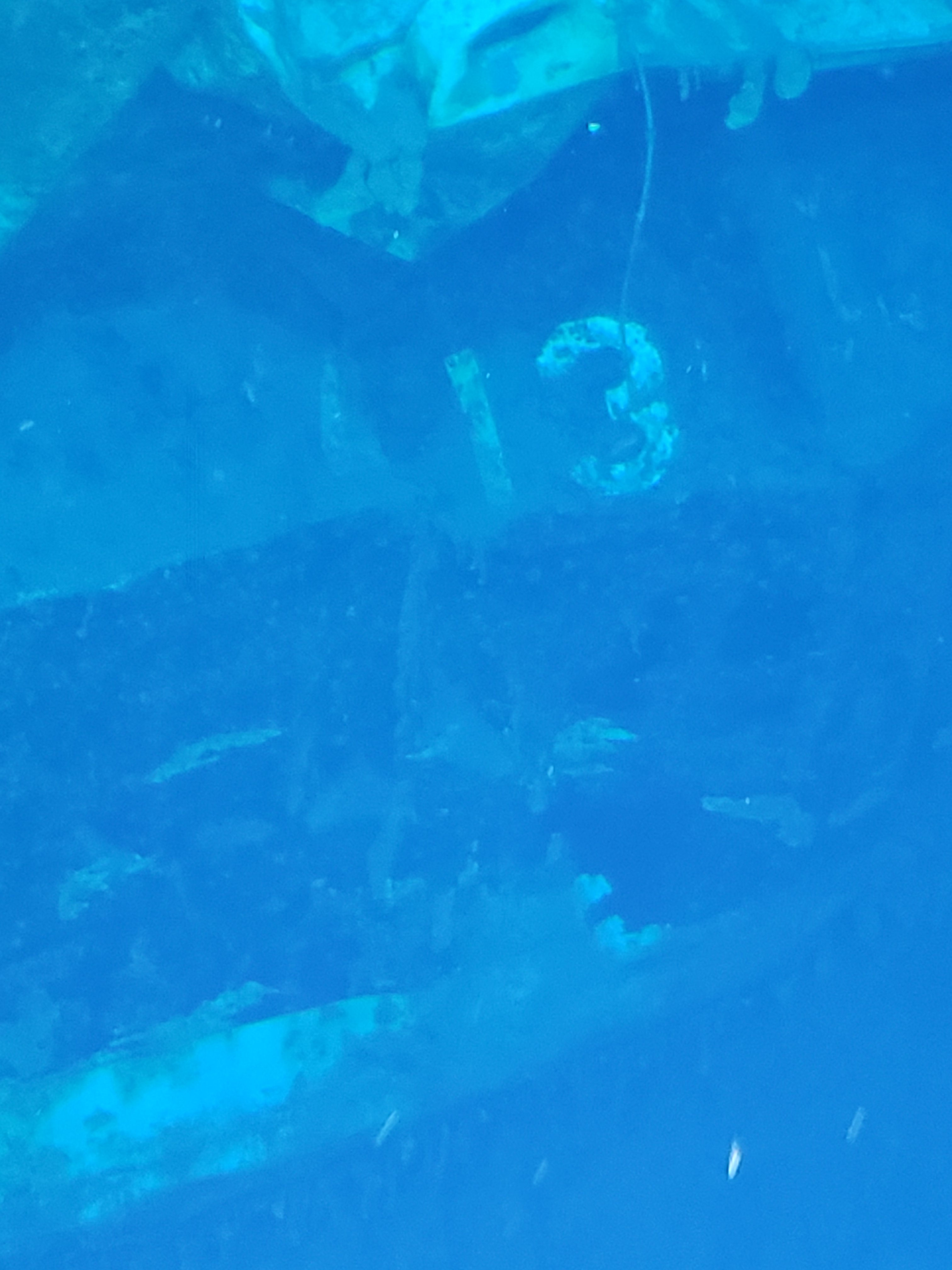
Cận cảnh số hiệu 413 tại phần mũi tàu của Samuel B Roberts.
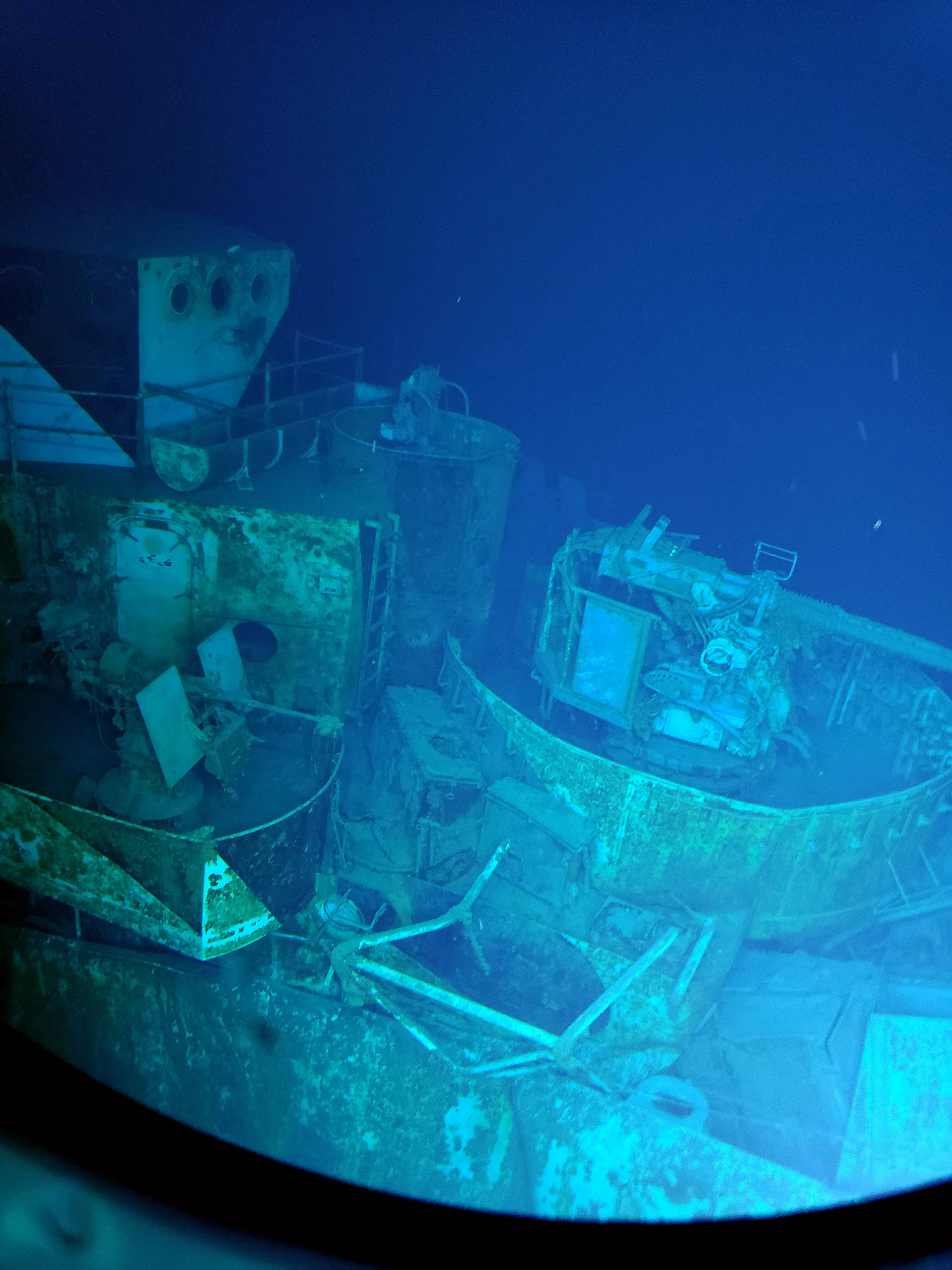
Khu vực ụ pháo 40 mm và đài chỉ huy của Samuel B. Roberts.
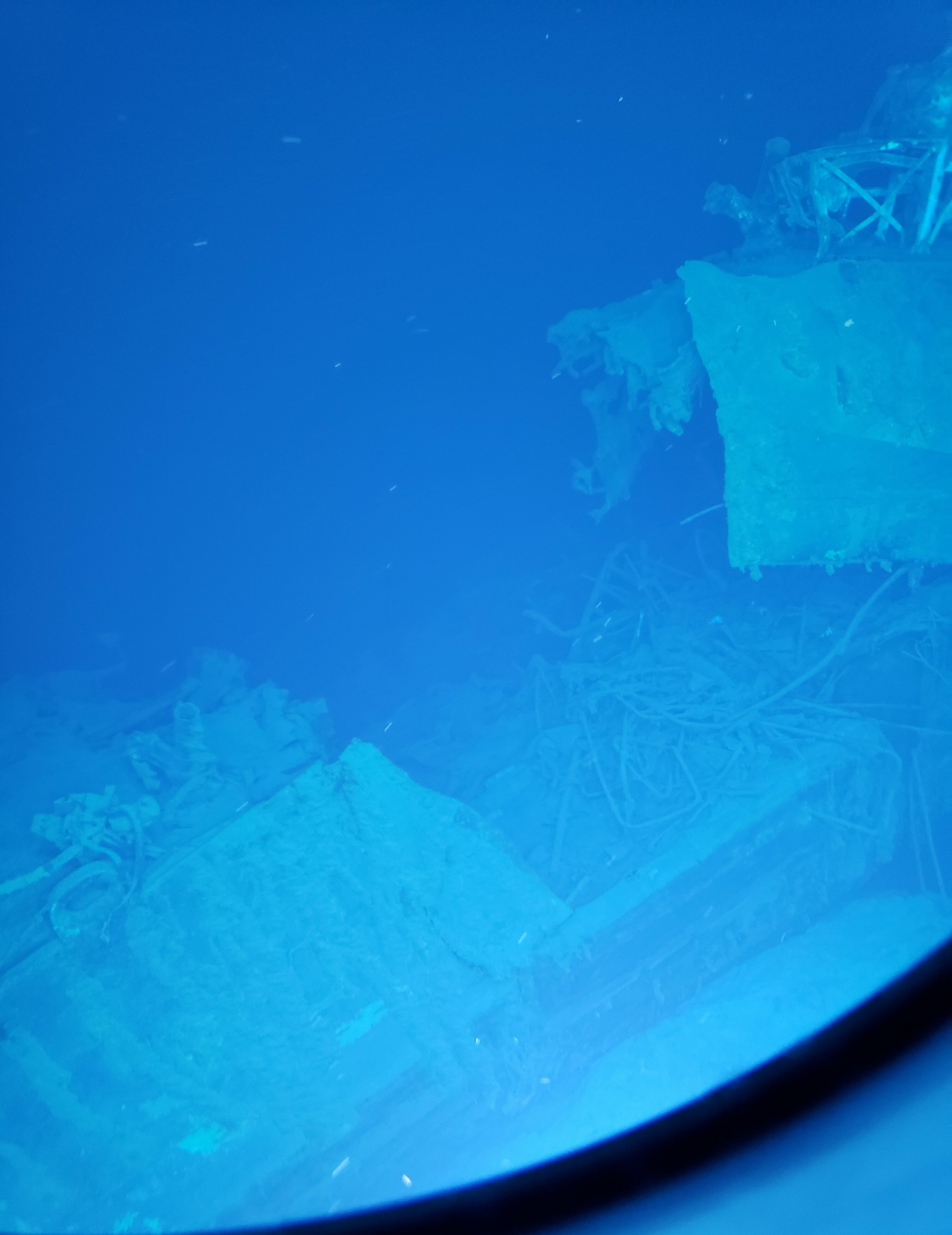
Phần đuôi tàu của Samuel B. Roberts, bị gãy rời ra sau khi va chạm với thềm đại dương.
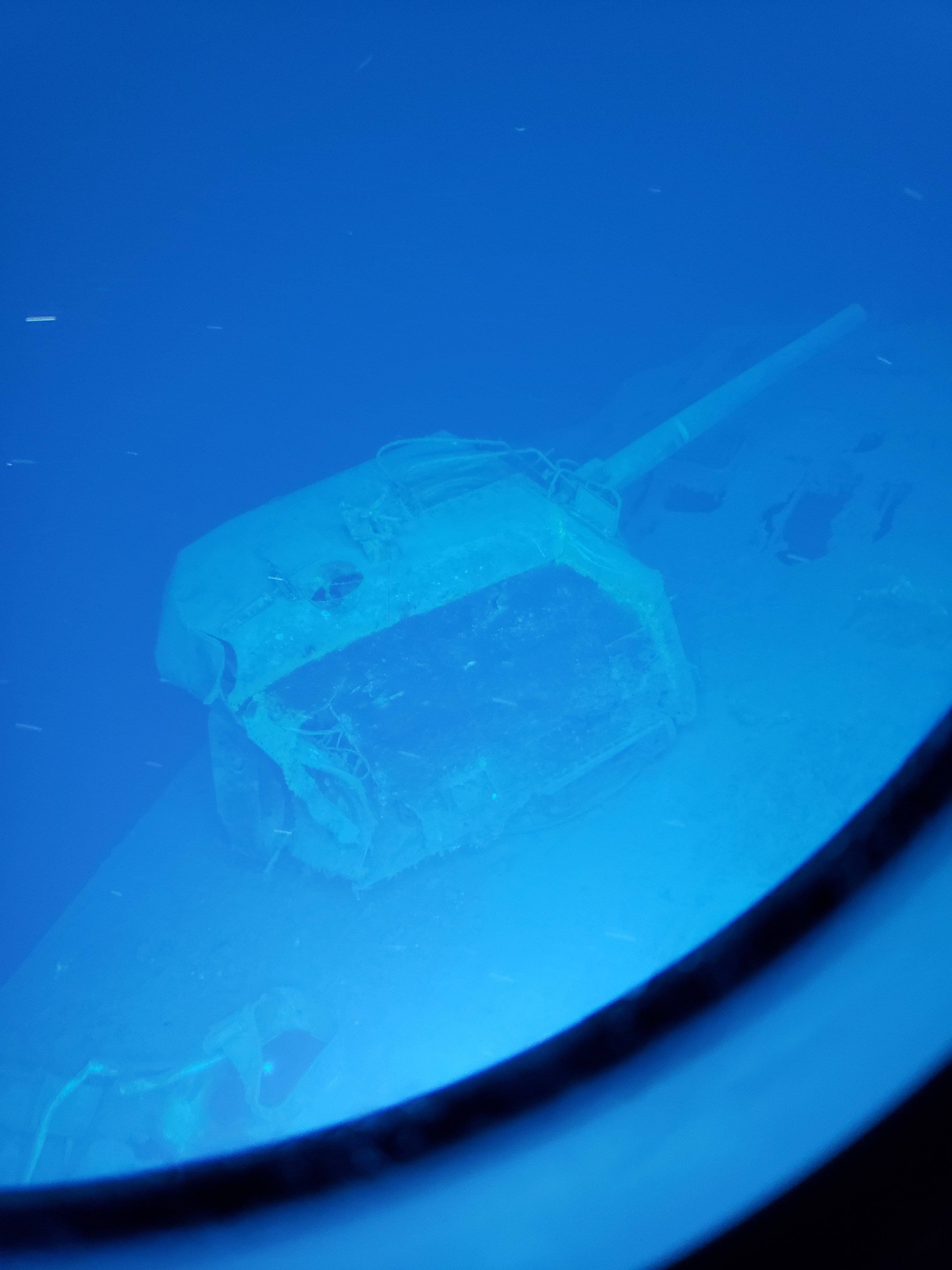
Tháp pháo 5-inch (127 mm) số 52 của Hạ sĩ Paul H. Carr.
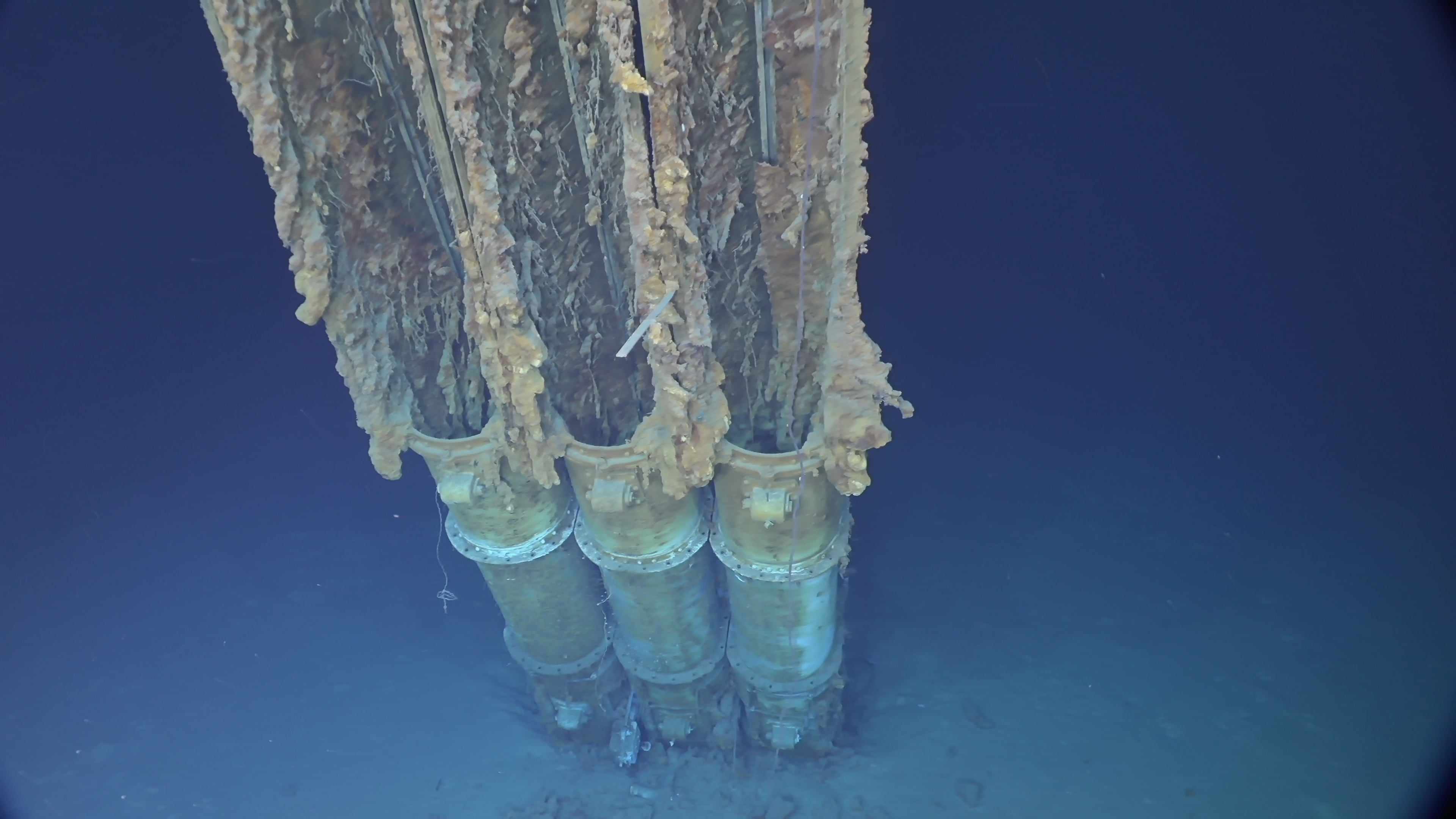
Máy phóng ngư lôi của Samuel B. Roberts.